# Teardrops (George-Harrison-Lied)
Teardrops (englisch für „Tränen“) ist ein Lied von George Harrison, das dieser 1981 für sein Soloalbum Somewhere in England aufnahm und das im Juli 1981 als Single A-Seite ausgekoppelt wurde.

## Hintergrund

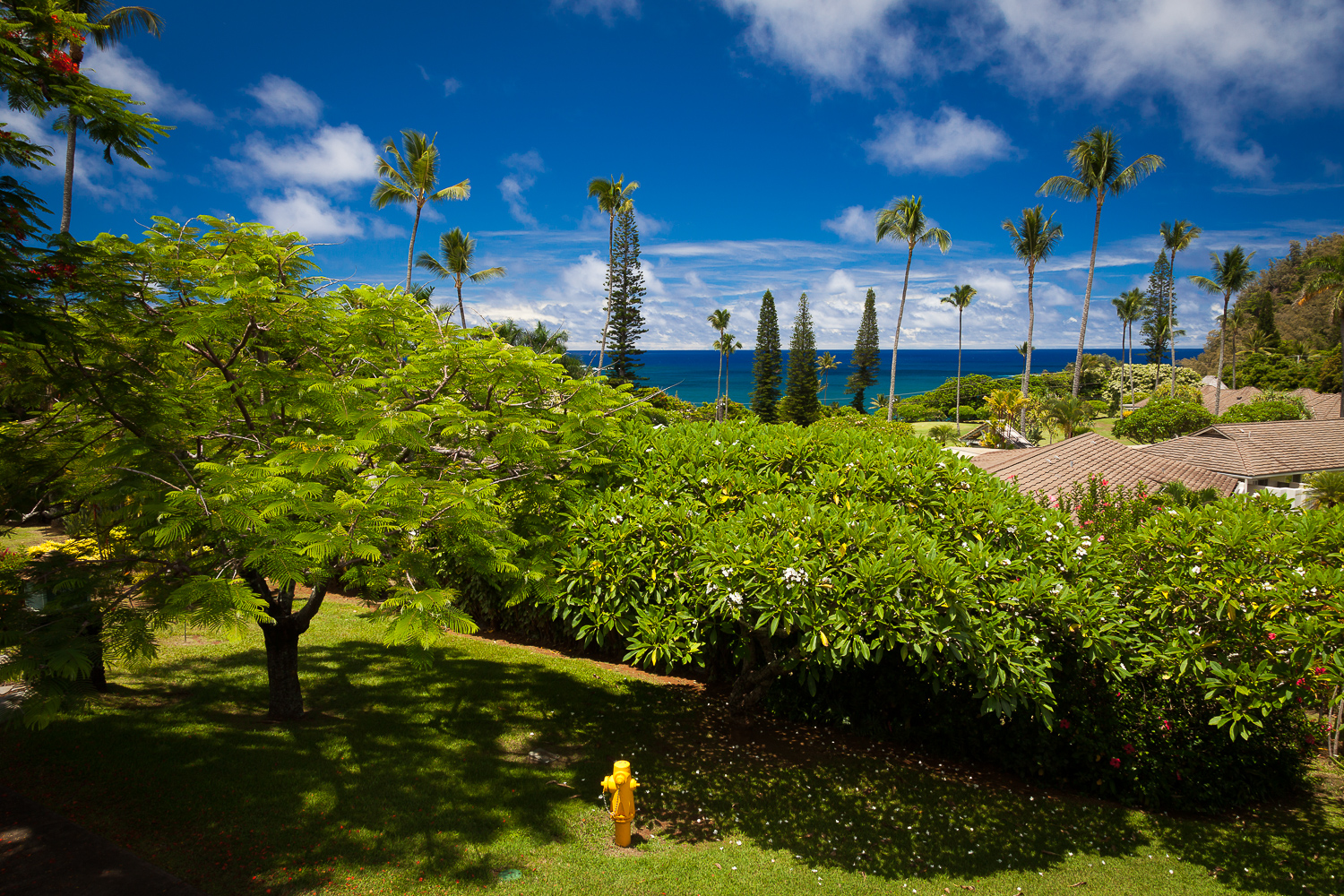
Hawaii, wo Harrison Teardrops komponierte

George Harrison schrieb Teardrops im Oktober 1980 während eines Urlaubs auf Hawaii. Zusammen mit That Which I Have Lost und Blood From A Clone war es Teil eines Trios neuer Songs, die geschrieben und aufgenommen wurden, nachdem Warner Bros. sein neues Album zunächst abgelehnt hatte. George Harrison sagte 1987 dazu: "Sie sagten mir: "Nun, wir mögen es, aber wir hören nicht wirklich eine Single." Und dann sagten andere Leute: "Nun, schauen Sie, Radiosender lassen all diese Umfragen auf der Straße durchführen, um herauszufinden, was eine Hit-Single ausmacht, und sie haben entschieden, dass eine Hit-Single ein Lied über gewonnene oder verlorene Liebe ist, das sich an 14- bis 20-Jährige richtet."
Teardrops wurde komponiert, um Warners Wunsch nach einer Hitsingle zu erfüllen, da dem Album eine offensichtliche Single fehle.
In dem Text singt Harrison aus der Perspektive eines trauernden Liebhabers. Der Text bleibt oberflächlich, so singt Harrison: „In den Augen des Einsamen ist alles kalt und hoffnungslos, was er anschaut“. Laut den Autoren Chip Madinger und  Mark Easter ähnelt die Melodie Liedern von Elton John.
George Harrison sagte 1992 rückblickend über das Lied: „Das ist ein ganz netter Song. Das könnte von einer schwarzen Gruppe gemacht werden, weil man eine gute Tanzeinlage dazu machen könnte.“

## Aufnahme
Die Aufnahmen für Teardrops fanden zwischen November 1980 und Januar 1981 in George Harrisons eigenem Friar Park Studio, Henley on Thames (F.P.S.H.O.T.), Oxfordshire statt.  Ausführende Produzenten des Liedes waren George Harrison und Ray Cooper. Toningenieur war Philipp McDonald
Besetzung:
- George Harrison: Gesang, E-Gitarre
- Mike Moran: Keyboard
- Herbie Flowers: E-Bass
- Dave Mattacks: Schlagzeug
- Ray Cooper: Perkussion

## Veröffentlichung
- Am 1. Juni 1981 wurde in den USA und am 5. Juni 1981 in Großbritannien das Album Somewhere in England veröffentlicht, auf dem sich Teardrops befindet.
- Die zweite Singleauskopplung Teardrops / Save the World erschien am 20. Juli 1981 in den USA und am 31. Juli 1981 in Großbritannien,[2]. Die Promotionsingle wurde in den USA wie folgt veröffentlicht: auf der A-Seite befindet sich die Mono-Version und auf der B-Seite die Stereo-Version der A-Seite der Kaufsingle.[3]
- Im November 1981 wurde in den USA die Single All Those Years Ago / Teardrops veröffentlicht.[4]

## Chartplatzierungen
Die Single konnte sich weder in britischen Single-Charts noch in den US-amerikanischen Charts platzieren.

## Coverversionen
Es gibt keine bekannten Coverversionen von Teardrops.